# Kobus
Kobus é um gênero de mamíferos da família dos bovídeos, que inclui os antílopes de origem africana, comumente conhecidos como cobos, que geralmente habitam em zonas pantanosas, nas imediações de lagos e rios. Faz parte da tribo Reduncini, da subfamília Antilopinae.
Existem cinco espécies reconhecidas de cobo:
- Kobus ellipsiprymnus — Cobo-de-meia-lua
- Kobus kob — Cobo-de-laia
- Kobus leche — Cobo-de-leche
- Kobus megaceros — Cobo-do-nilo
- Kobus vardonii — Pucu